# Tareco

El tareco es una pequeña galleta redonda y dura hecha con harina de trigo, huevo y azúcar.
Forma parte de la cultura popular de la Región Nordeste de Brasil. Se dice que el tareco fue hecho por primera vez en el estado de Pernambuco, extendiéndose luego a todo el Nordeste. Aparece en poemas y canciones, como la famosa Tareco e Mariola de Flávio José.
- Datos: Q7685734
- Multimedia: Tarecos / Q7685734